# Love Is Like a Butterfly
Love Is Like a Butterfly fue el deccimocuarto álbum y sencillo que publicó Dolly Parton en el año de 1974. La canción que le da título al álbum lo utilizó para la apertura de su programa de variedades Dolly!. El álbum alcanzó la posición #7 en el chart de álbumes country.

## Canciones
1. "Love Is Like a Butterfly" - 2:23
2. "If I Cross Your Mind" (de Porter Wagoner) - 2:41
3. "My Eyes Can Only See You" - 2:50
4. "Take Me Back" - 2:40
5. "Blackie, Kentucky" - 3:31
6. "You're the One Who Taught Me How to Swing" - 2:10
7. "Gettin' Happy" - 2:40
8. "Highway Headin' South" (de Wagoner) - 2:06
9. "Once Upon a Memory" - 3:12
10. "Sacred Memories" - 2:43